# Peter Saville

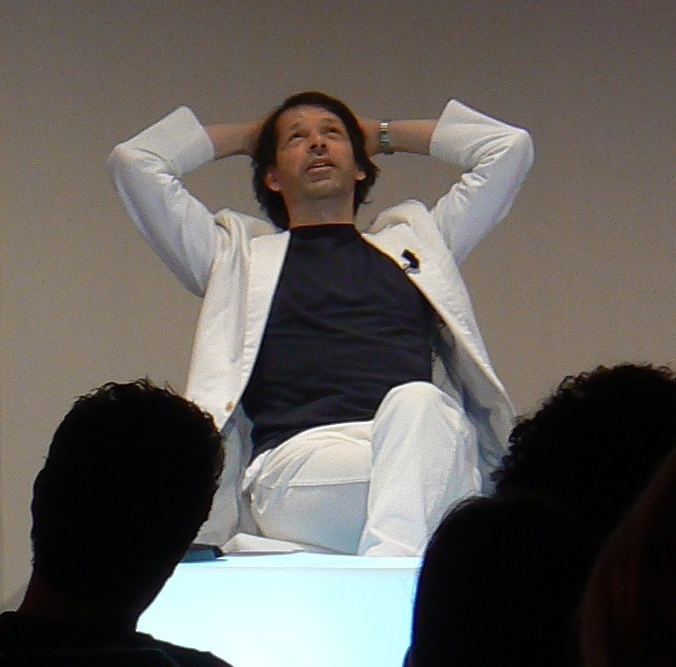
Peter Saville

Peter Saville, född 9 oktober 1955 i Manchester, är en brittisk grafisk formgivare. Han är känd för att ha formgivit skivomslag till grupper på Factory Records som Joy Division och New Order.
Saville studerade grafisk design vid Manchester Polytechnic där han tog examen 1978. Saville inspirerades särskilt av Jan Tschicholds verk och estetik. Samma år som examen formgav han sitt första offentliga verk, en poster för Tony Wilsons klubb The Factory. 1979 startade Wilson Factory Records med Saville som medgrundare och designer. Saville formgav skivomslag till bland andra Joy Division och Orchestral Manoeuvres in the Dark. Efter ha flyttat till London blev han även designer på DinDisc, en underetikett till Virgin Records, där han började samarbeta med fotograferna Trevor Key och Brett Wickens. 1980 gjorde han formgivning till bland andra Ultravox och Roxy Music. 1981 inledde han det mångåriga samarbetet med New Order. Vid denna tid övergav Saville influenserna från modernismen och inspirerades av klassiska konsthistoriska målningar vilka kombinerades med komplexa färgkoder, som på omslaget till New Orders album Power, Corruption & Lies från 1983. Hans omslag till New Orders singel Blue Monday från 1983 var en förstorad bild av en diskett där titel och gruppnamn angavs med färgkoder. Vid mitten av 1980-talet hade Savilles anseende som designer växt och han började även få designuppdrag av mainstream-artister som Wham! och Peter Gabriel. År 2003 tillägnades Peter Savilles verk en utställning på Design Museum i London.

## Skivomslag designade av Peter Saville i urval
- Joy Division — Unknown Pleasures, 1979
- Joy Division — Transmission, 1979
- Joy Division — Love Will Tear Us Apart, 1980
- Joy Division — Closer, 1980
- Martha And The Muffins — Metro Music, 1980
- The Monochrome Set — Strange Boutique, 1980
- Roxy Music — Flesh and Blood, 1980
- David Byrne och Brian Eno - My Life in the Bush of Ghosts, 1981
- Joy Division — Still, 1981
- New Order — Ceremony, 1981
- New Order — Movement, 1981
- Orchestral Manoeuvres in the Dark — Architecture & Morality, 1981
- Section 25 — Always Now, 1981
- Ultravox — Rage in Eden, 1981
- King Crimson — Discipline, 1981
- New Order — Temptation, 1982
- New Order — Blue Monday, 1983
- New Order — Power, Corruption & Lies, 1983
- Orchestral Manoeuvres in the Dark — Dazzle Ships, 1983
- Orchestral Manoeuvres in the Dark — Junk Culture, 1984
- Ultravox – Lament, 1984
- New Order — Low-life, 1985
- Peter Gabriel — So, 1986
- Wham! — Music from the Edge of Heaven, 1986
- New Order — Brotherhood, 1986
- New Order — Bizarre Love Triangle, 1986
- New Order — True Faith, 1987
- New Order — Substance, 1987
- Joy Division — Substance, 1988
- New Order — Technique, 1989
- New Order — Republic, 1993
- Suede — Coming Up, 1996
- New Order — Video 5 8 6, 1997
- Pulp — This Is Hardcore, 1998
- Gay Dad — Leisure Noise, 1999
- The Other Two — Super Highways, 1999
- Pulp — We Love Life, 2001
- New Order — Get Ready, 2001
- New Order — Waiting for the Sirens' Call, 2005
- Orchestral Manoeuvres in the Dark — History of Modern, 2010
- New Order — Music Complete, 2015